# Wayne Ratliff
Pour les articles homonymes, voir Ratliff.
Wayne Ratliff (né en 1946 à Trenton, Ohio, aux États-Unis) est membre fondateur d'Ashton-Tate, créateur du SGBD dBase.

## Biographie
D'abord intéressé par la conception des moteurs de voiture, Ratliff se passionne pour l'informatique et est embauché en 1969 par Martin Marietta à Denver, avant de terminer ses études. Il y effectue sa première partie de carrière jusqu'en 1982, d'abord comme ingénieur puis comme responsable de division. Responsable d'un contrat passé avec le Jet Propulsion Laboratory, il participe, à ce titre, au programme Viking de la NASA jusqu'en 1976, en tant qu'auteur du programme de gestion de données d'atterrissage de la sonde Viking, MFILE.
En 1978, Ratliff renouvelle l'expérience avec une première base de données, Vulcan, destinée à apparier les équipes pour les paris sur les matches de football. Ecrit dans l'assembleur de l'Intel 8080, il pouvait tourner sous le système d'exploitation CP/M et s'inspirait de l'architecture de JPLDIS. Après avoir commercialisé Vulcan pour son compte de 1979 à 1980, il cède les droits sur le logiciel, rebaptisé dBase, à Ashton-Tate.